# Pesca en el lago Titicaca

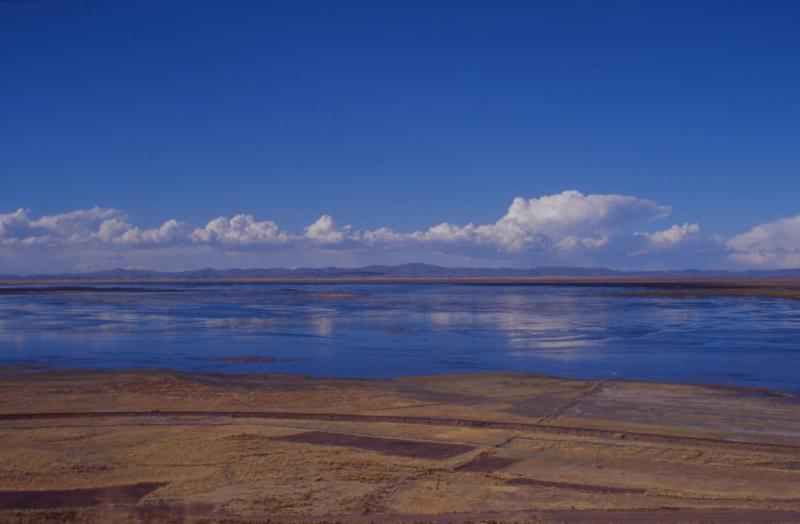
El Lago Titicaca tiene una superficie de 8,100 km2, su profundidad máxima es de 281 m, el volumen de agua de 866 km3 y sus orillas tienen una superficie de 1,140 km.

La pesca en el lago Titicaca se desarrolla en el lago del mismo nombre, ubicado en el altiplano andino entre Bolivia y Perú. Es el lago navegable más alto del mundo y uno de los más grandes de América del Sur. Este cuerpo de agua ha sido esencial para las comunidades locales durante siglos, ya que les proporciona recursos pesqueros vitales para su sustento y economía. 
Esta actividad tradicional y económica, también influye en la seguridad alimentaria del altiplano andino. El lago Titicaca es un ecosistema de alta biodiversidad, caracterizado por una gran variedad de especies ictiológicas autóctonas, así como por otras introducidas, los que cumplen un papel fundamental en la regulación y estabilidad del equilibrio ecológico del lago.La pesca en esta región se centra en especies adaptadas a aguas frías debido a la altitud del lago. 

## Historia de la pesca en el lago
La pesca en el lago Titicaca tiene raíces ancestrales; comunidades indígenas han dependido de sus recursos desde tiempos precolombinos. Durante la época incaica, la pesca formaba parte de un complejo sistema de aprovechamiento de recursos, en el que se combinaban conocimientos ecológicos y técnicas artesanales transmitidas de generación en generación. Con la llegada de la colonización, se introdujeron nuevos métodos y herramientas, pero las prácticas tradicionales continuaron siendo la base de la pesca local.

## Especies nativas y biodiversidad
El lago Titicaca alberga una gran variedad de especies endémicas, en especial del género Orestias, conocidas localmente como carachis. Estas especies han sido fundamentales en la dieta y cultura regional, constituyendo la principal fuente de proteína para las comunidades ribereñas. Sin embargo, estudios recientes advierten que hasta el 85% de las especies nativas han disminuido drásticamente debido a la presión pesquera y otros factores ambientales. Además, la biodiversidad del Titicaca se ve amenazada por la pérdida de hábitats y la contaminación.
La ictiofauna del altiplano andino, se divide en tres géneros, una reducida taxonomía de clasificación: el petota Orestias, los bagres Astroblepus y Trichomycterus. La Orestia es un género autóctono de los lagos de altitudes considerables y su pesca es por medio de redes agalleras, más de 20 especies son originarias de la cuenca del Lago Titicaca. A lo largo de los años se introdujo otras especies de peces como: la trucha arco iris, la trucha marrón, la trucha lacustre y el pejerrey Basilichthys bonariensis; sin embargo, la trucha de lago (Salvelinus namaycush) no logró su adaptación por factores ambientales.
El ecosistema del Lago Titicaca presenta una notable diversidad biológica, con un estimado de 533 especies acuáticas, de las cuales 64 son endémicas y 23 habitan exclusivamente en este lago. Especies como los carachis, la boga, el sucre, el mauri, entre otros constituyen su ictiofauna. 

## Introducción de especies exóticas
Durante el siglo XX se introdujeron especies exóticas, como la trucha arcoíris Oncorhynchus mykiss)y el pejerrey Odontesthes bonariensis, con el objetivo de fomentar la pesca comercial y mejorar la oferta en el mercado. No obstante, estas especies compiten con las nativas por alimento y espacio, alterando el equilibrio ecológico del lago. Por ejemplo, se atribuye la desaparición del Orestias cuvieri en parte a la presión ejercida por las especies introducidas. 

## Técnicas y pesca artesanal
Las comunidades locales han desarrollado técnicas de pesca artesanal adaptadas a las condiciones del Titicaca. Tradicionalmente se utiliza la totora para construir balsas y embarcaciones ligeras, lo que facilita el acceso a zonas poco profundas. Asimismo, se emplean redes hechas a mano y anzuelos artesanales, técnicas que han permitido una explotación sustentable de los recursos durante generaciones. Sin embargo, la modernización y la presión comercial han llevado a la adopción de métodos menos sostenibles en algunos casos.

## Tipos de pesca

### Pesca Tradicional
Las poblaciones de los Urus y los Aymaras, asentadas en las orillas del lago Titicaca, aprovechan los recursos ictiológicos del ecosistema lacustre mediante diversas técnicas de pesca. Entre ellas, destacan el uso de redes, anzuelos y arpones, aplicadas en las orillas de lago. Además, emplean embarcaciones tradicionales, como balsas de totora y barcos de madera, para llevar a cabo la pesca en aguas más profundas.

#### Pesca de arrastre
Es un tipo de pesca que consta de dos embarcaciones, lo cuales remolcan una red en forma de bolsa con paños de redes agalleras, los pescadores arrean a los peces desde sus respectivas embarcaciones hacia la red de pesca desde una distancia considerable.
Los pescadores pertenecientes a comunidades y asociaciones pesqueras organizan su actividad con antelación. Días previos a la faena, extienden invitaciones a familiares y amigos para que participen en el proceso. La jornada anterior a la pesca, llevan a cabo una reunión en la que establecen acuerdos sobre la localización de la actividad, las especies objetivo, los instrumentos a emplear y otros aspectos logísticos fundamentales. La participación en la pesca requiere conocimientos sobre el lago o la disponibilidad de una embarcación. Los grupos suelen estar conformados por un máximo de quince integrantes, cada uno con su respectiva embarcación.Los pescadores seleccionan estratégicamente el sitio de pesca basándose en conocimientos ancestrales.

A partir de las gaviotas, qillwas, los cuales se los busca en el lago... donde está sobre volando o nadando en el lago, ahí… está el pescado; otro es el kankani... una forma… como mosquitos-puntitos pequeñitos de color rojo (…) éstos en la superficie del lago están, donde está el kankani está el pescado, porque eso come el pescado (…)
Mamani (2016) El chawuwi: construcciones territoriales en la pesca tradicional del lago Titicaca, p.139

Para los pescadores, la presencia de gaviotas, conocidas en aymara como qillwa, y de hongos y crustáceos, referidos como kankani, constituye un indicador natural para localizar las aglomeraciones de peces. Esto se debe a que las gaviotas se alimentan de peces y tienden a concentrarse en zonas donde estos abundan. Del mismo modo, la presencia de hongos y crustáceos, que forman parte de la alimentación de los peces, señala áreas propicias para la pesca. 
La gaviota, habitante del lago Titicaca, se caracteriza por su plumaje blanco y cabeza negra. Se asocia cultural y simbólicamente con el ave qonna, que, según la tradición, enseñó a pescar a los antiguos pobladores del lago.

Nosotros cuando vamos a pescar (después de ubicar al kankani y la gaviota en el lugar del lago), estamos como en un lugar desconocido, (…) del cual al pescar tratamos de conocerlo. Aunque ya tenemos idea de la profundidad y cómo a qué lado tenemos que jalar la red, porque constantemente vamos yendo a pescar, pescando nos damos cuenta si está en profundo o no tanto y como a qué lado ir… para tener buena pesca…; (…) si no conseguimos buena pesca, es que no se ha podido ubicar el pescado, y insistimos; y si sigue no hay, entonces no llegó el pescado aún comer ahí; pero si hay, ahí ya pescamos.
Mamani (2016) El chawuwi: construcciones territoriales en la pesca tradicional del lago Titicaca, p.144.

## Importancia económica y cultural
La pesca en el lago Titicaca no solo es vital como fuente de alimento, sino que también constituye una actividad económica central para las comunidades del lago. Los pescadores locales venden sus capturas en mercados regionales y, en algunos casos, exportan ciertos productos pesqueros. Además, la tradición pesquera está profundamente arraigada en las festividades y rituales, reforzando la identidad cultural y el sentido de pertenencia de los pobladores.La pesca artesanal, en particular, se asocia con valores de sostenibilidad y respeto por el medio ambiente.

## Desafíos actuales
En la actualidad, la pesca en el Titicaca enfrenta varios desafíos críticos:
- Sobrepesca: La presión indiscriminada ha llevado a la drástica disminución de muchas especies nativas, afectando el equilibrio ecológico del lago.[9]
- Contaminación: El crecimiento urbano e industrial en las zonas aledañas ha incrementado la contaminación del agua, deteriorando la calidad y afectando la salud de las especies acuáticas.
- Cambio climático: Las variaciones en las condiciones climáticas han alterado la temperatura y el nivel del agua, impactando los ciclos reproductivos y la distribución de las especies.
- Competencia con especies exóticas: La presencia de especies introducidas continúa compitiendo con las nativas, complicando la recuperación de la biodiversidad.[13]

Estos factores combinados ponen en riesgo tanto el ecosistema del Titicaca como la subsistencia de las comunidades dependientes de la pesca.

## Iniciativas de conservación y manejo sostenible
Diversas organizaciones nacionales e internacionales están implementando programas de conservación para proteger el ecosistema del Titicaca y promover prácticas de pesca sostenible. Entre estas iniciativas se encuentran:
- Programas de repoblación y siembra de alevines de especies nativas, que buscan recuperar las poblaciones disminuidas.[8]
- Campañas de educación ambiental dirigidas a los pescadores locales para fomentar métodos de pesca más sostenibles.
- Proyectos de monitoreo y diagnóstico pesquero, realizados por instituciones de investigación, que analizan el estado de los recursos y proponen medidas correctivas.[13][8] La colaboración entre comunidades, gobiernos y organizaciones no gubernamentales es fundamental para lograr un manejo equilibrado y garantizar la continuidad de la actividad pesquera de manera sostenible.

## Futuro y perspectivas
El futuro de la pesca en el lago Titicaca dependerá en gran medida de la capacidad de implementar políticas efectivas de conservación y manejo sostenible. La integración de conocimientos tradicionales con técnicas científicas modernas podría ser la clave para revitalizar la pesca artesanal y recuperar la biodiversidad del lago. Además, la promoción de mercados locales y la valorización de los productos pesqueros autóctonos pueden contribuir al desarrollo socioeconómico de la región, al mismo tiempo que se preserva el patrimonio cultural.